# کلیسای مسیح پادشاه (شیامن)
کلیسای مسیح پادشاه (به انگلیسی: Church of Christ the King, Xiamen) واقع در شیامن، در جزیره گولانگ‌یو، چین، یک کلیسای پیشین کاتدرال و میراث جهانی است. این کلیسا به دایٔیٔسه کاتولیک رومی شیامن تعلق دارد.
کلیسای مسیح پادشاه توسط یک اسقف اسپانیایی دومینیکن به نام مانوئل پرات پوجولدووال در سال ۱۹۱۷ تأسیس و ساخته شد. این کلیسا، همراه با ۵۱ سایت برجسته در جزیره گولانگ‌یو، توسط چهل‌ویکمین جلسه کمیته میراث جهانی که در کراکوف، لهستان در ۸ ژوئیه ۲۰۱۷ برگزار شد، به‌عنوان میراث جهانی ثبت شد. این کلیسا صد سالگی خود را جشن گرفت و هنوز به‌عنوان کاتدرال برای دایٔیٔسه کاتولیک رومی شیامن خدمت می‌کند.